# Orbitacolax analogus
Orbitacolax analogus is een eenoogkreeftjessoort uit de familie van de Bomolochidae. De wetenschappelijke naam van de soort is voor het eerst geldig gepubliceerd in 1969 door Vervoort.